# Lili
Lili je třetí singl z alba Folkhorod skupiny Enej. K písni byl natočen videoklip, který režíroval Marcin Gwarda. Premiéra singlu se konala dne 3. února 2013 ve vysílání rádia RMF FM.

## Žebříčky
| Žebříček                    | Pozice |
| --------------------------- | ------ |
| RMF FM – POPLista           | 1      |
| Polish Airplay Chart        | 1      |
| Wietrzne Radio – Top 15     | 2      |
| RMF Maxxx – Hop Bęc         | 3      |
| Žebříček hitů rádia Olsztyn | 2      |
| Eska – Gorąca 20            | 1      |
| Žebříček hitů rádia PiK     | 1      |

## Ocenění a nominace
| Rok  | Cena                   | Kategorie     | Výsledek  |
| ---- | ---------------------- | ------------- | --------- |
| 2013 | Plebiscit rádia RMF FM | Hit roku 2013 | 30. místo |